# Кутузовский проезд
Куту́зовский прое́зд — проезд, расположенный в Западном административном округе города Москвы на территории района Дорогомилово.

## История
Проезд получил своё название в 1912 году по Кутузовской слободе, по территории которой проходит.

## Расположение
Кутузовский проезд проходит на северо-запад от Кутузовского проспекта, поворачивает на юго-запад и проходит до улицы 1812 Года. Между Кутузовским проспектом, Кутузовским проездом и улицей 1812 Года расположен музей-панорама «Бородинская битва». Нумерация домов начинается от Кутузовского проспекта.

## Примечательные здания и сооружения
По нечётной стороне:
- № 3 — Храм-часовня Архангела Михаила при Кутузовской избе (1912, архитекторы Н. Д. Струков и М. Н. Литвинов)

По чётной стороне:

## Транспорт

### Наземный транспорт
По Кутузовскому проезду не проходят маршруты наземного общественного транспорта. У юго-восточного конца проезда, на Кутузовском проспекте, расположена остановка «Панорама „Бородинская битва“» автобусов м2, м7, н2, 297, 116, 157, 205, 454, 474, 477, 523, 840, 1265.

### Метро
- Станция метро «Кутузовская» Филёвской линии — восточнее проезда, у пересечения Кутузовского проспекта и Третьего транспортного кольца
- Станция метро «Парк Победы» Арбатско-Покровской и Солнцевской линий— западнее проезда, на площади Победы

### Железнодорожный транспорт
- Станция МЦК «Кутузовская» — западнее переулка, на пересечении Кутузовского проспекта и Третьего транспортного кольца
- Платформа «Кутузовская» Калужско-Нижегородского диаметра — западнее переулка, на пересечении Кутузовского проспекта и Третьего транспортного кольца